# Bunmei Tsuchiya
Bunmei Tsuchiya (土屋 文明), né le 18 septembre 1890 et décédé le 10 décembre 1990, est un poète japonais.
Tsuchiya étudie la philosophie à l'université de Tokyo où il est élève du poète Itō Sachio, le fondateur de la revue de poésie tanka Araragi. À la mort de son maître, il reprend avec Mokichi Saitō la direction de la revue. Il est couronné en 1967 du prix Yomiuri de littérature pour le recueil de poésie Seinanshū (青南集). À côté d'autres recueils de poésie (entre autres  Fuyukusa (ふゆくさ), 1925, Ōkanshū (往還集), 1930 et Sankokushū (山谷集), 1935), il publie plusieurs ouvrages consacrés à l'anthologie de poésies Man'yōshū, rassemblés dans l'édition en 20 volumes Man’yōshū shichū (万葉集私注) publiée entre 1949 et 1956.

## Source de la traduction
- (de) Cet article est partiellement ou en totalité issu de l’article de Wikipédia en allemand intitulé « Tsuchiya Bunmei » (voir la liste des auteurs).